# De Derde Golf
De Derde Golf ("The Third Wave") staat voor een experimentele beweging van scholieren op de Cubberley High School (Palo Alto, VS) opgericht door geschiedenisleraar Ron Jones. Hij had de beweging naar zijn eigen zeggen in 1967 opgezet om zijn leerlingen de opkomst van het nazisme in Duitsland uit te leggen.
Zoals hij later in het essay The Third Wave beschreef, stuitte hij op onbegrip bij zijn leerlingen toen hij vertelde hoe Duitse burgers in de jaren 30 toestonden dat de nazipartij aan de macht kwam en uiteindelijk de Holocaust veroorzaakte. Om zijn leerlingen aan den lijve te laten ondervinden dat ook gewone mensen meegesleept kunnen worden, richtte hij op school een beweging op die hij De Derde Golf noemde. De Derde Golf draaide om de kracht van een gedisciplineerde groep, niet om de kracht van het individu. Met slogans zoals "Kracht door discipline" werd de scholierenbeweging een groot succes.
Behalve het essay dat Jones 9 jaar na het experiment schreef, waren er jarenlang weinig externe bronnen die het verhaal konden bevestigen. In 2010 maakte een van de studenten die deel uitmaakte van de originele De Derde Golf een documentaire waarin ooggetuigen aan het woord komen.

## Chronologie van het experiment
Jones beschrijft in zijn essay dat hij op de eerste dag van het experiment (maandag, 3 april 1967) zijn studenten een juiste manier van zitten leerde en een gedisciplineerde manier om de klas binnen te komen. Na enige oefening slaagden de leerlingen erin om binnen 30 seconden de klas binnen te komen en op een geruisloze manier te gaan zitten.
Op de tweede dag vormde hij de geschiedenisklas verder om tot een gedisciplineerde groep met een overheersend groepsgevoel. Ook introduceerde hij de naam De Derde Golf, verwijzend naar de veronderstelling dat in de branding van de zee een derde golf altijd krachtiger is dan de eerste en tweede. De leerlingen leerden vervolgens een groet die zij ook buiten de klas dienden te gebruiken om aan te geven dat zij onderdeel van De Derde Golf waren. De groet werd door alle leerlingen gebruikt.
Het experiment ging vanaf dit moment een eigen leven leiden: op de derde dag sloten ook leerlingen van buiten de geschiedenisklas zich aan. Leerlingen waren gemotiveerd, gedisciplineerd en presteerden significant beter. Lidmaatschapskaarten werden rondgedeeld en alle leden van De Derde Golf kregen opdrachten (zoals het ontwerpen van een vlag, het bewaken van de orde). Ook leerde Jones zijn leerlingen hoe ze anderen lid konden maken van de Derde Golf. Aan het eind van de derde dag was de aanhang gegroeid tot ruim 200 scholieren. Tot zijn verrassing begonnen leerlingen overtredingen van medeleerlingen te melden aan Jones.
Op de vierde dag leek de beweging uit de hand te lopen en besloot Jones om het te beëindigen. Hij kondigde aan dat De Derde Golf onderdeel was van een landelijke beweging en dat een kandidaat voor het landelijke leiderschap van de beweging zich de dag erop bekend zou maken.
Rond het middaguur van de vijfde dag verzamelden alle leden van De Derde Golf zich. In plaats van een televisietoespraak van de landelijke leider liet Jones hen echter alleen ruis zien. Vervolgens onthulde hij dat de leerlingen onderdeel waren geweest van een experiment en dat ze zonder het te weten de sfeer van superioriteit hadden nagebootst die ook de opkomst van nazi-Duitsland had veroorzaakt. Tot slot vertoonde hij een film over het naziregime. Hiermee was het experiment ten einde.

## Publicatie
Pas in 1976 schreef Jones een kort essay met zijn ervaringen met De Derde Golf. Dit essay publiceerde hij in eigen beheer onder de titel No Substitute for Madness!. Datzelfde jaar werd het verhaal landelijk uitgebracht, onder de titels The Third Wave en Take as Directed. Sindsdien zijn vele bewerkingen van het verhaal verschenen.

## Bewerkingen
In 1981 werd het verhaal van Ron Jones in een gedramatiseerde vorm verfilmd door Alexander Grasshof, onder de titel The Wave (De Golf). De film won een Peabody en Emmy Award. Todd Trasser bewerkte de film vervolgens tot een kinderboek dat hij publiceerde onder het pseudoniem Morton Rhue. In 2008 werd het verhaal wederom verfilmd door Dennis Gansel, onder de titel Die Welle. De film werd een groot succes in Duitsland.
Ook ontstonden er meerdere theaterbewerkingen van het verhaal:
- In 1993 maakte het Willem de Zwijger College in Bussum een musical van het verhaal, met toestemming van de originele auteur, Ron Jones. De voorstelling werd enkele malen in Theater 't Spant uitgevoerd door leerlingen van de school in een regie van Gerard Knap met muziek van Sylvia Maessen.[2] Deze voorstelling is sindsdien ook door andere gezelschappen en scholen in Nederland en België uitgevoerd.
- In 2000 werd een Engelstalige musical uitgebracht op het Winnipeg Fringe Festival in Canada. Deze musical werd geschreven door Olaf Pyttlik.[3]
- In 2008 werd de musical van Olaf Pyttlik voor het eerst vertaald in het Nederlands door Jos Ritzerfeld. Hij werd gespeeld door Het Brabants Muziek Theater (BMTeens, Nederland) op 19 en 20 januari 2008 in Theater de Blauwe Kei in Veghel, op 16 en 17 februari in het Cultureel Centrum de Pas in Heesch in een regie van Mary-Ann Schonk Meeuwsen.[4]
- In 2009 kwam de musical van Olaf Pyttlik voor het eerst naar Vlaanderen. De musical werd hiervoor herschreven en in een nieuw jasje gestoken. De musical werd gespeeld door de Musicalteens van Musicalgroep Groenendaal in april/mei 2009 in Het Klokhuis in Antwerpen en in oktober 2009 in Theater De Seine in Lier in een regie van Kathleen Dols en Kirsten Lauriks.
- In 2010 werkte Ron Jones mee aan een nieuwe musical gebaseerd op zijn eigen verhaal. Deze voorstelling ging in februari 2010 première in San Francisco.

## Documentaires
Tot dusver zijn er twee documentaires uitgekomen over het verhaal van de Derde Golf. In 1993 vertelde Ron Jones het verhaal in Neurenberg in Duitsland, op de plek van het Neurenbergtribunaal uit de Tweede Wereldoorlog. Het verhaal werd opgenomen en op video uitgebracht.
Later, in 2010, maakte Philip Neel, een van de studenten die betrokken was bij het oorspronkelijke experiment, een documentaire waarin Jones en andere ooggetuigen aan het woord komen. Deze documentaire, getiteld Lesson Plan werd op verschillende filmfestivals vertoond in de Verenigde Staten en Canada.

## Soortgelijke experimenten
- Een lagere school in Florida probeerde in 2006 een soortgelijk experiment uit te voeren met jongere kinderen.[6]